# Резня в Сузано
Массовое убийство в провинциальной школе имени профессора Рауля (Бразилия, Сан-Паулу), более известная как Резня в Сузано — вооружённое нападение, осуществлённое утром 13 марта 2019 года в муниципалитете Сузано бывшими учениками школы: 17-летним Гильермом Таучи Монтерро и 25-летним Луисом Энрике де Кастро, убившими пять учеников и двух школьных сотрудников, впоследствии Монтерро убил своего напарника и покончил жизнь самоубийством. Перед нападением стрелки убили дядю Монтерро, находящегося в автомагазине у школы.
Эта школьная стрельба стала вторым по количеству жертв в Бразилии после стрельбы в Реаленгу в 2011 году.

## Ход событий
За некоторое время до нападения стрелки убили дядю Монтерро, который находился в автомагазине рядом со школой. Стрелки произвели в него несколько выстрелов. Позже он скончался в больнице.
Около 9:30 утра по местному времени двое стрелков прибыли в машине к центральному входу школы. По записям камер видеонаблюдения видно, как Монтерро первым заходит в здание школы в маске, скрывая оружие, затем бросая что-то на пол, берëт оружие в руки и начинает беспорядочную стрельбу по ученикам, после чего продолжил стрельбу в лингвистическом корпусе, скрывшись с обзора камер. Через несколько минут на камерах появляется второй стрелок, Кастро, вооруженный луком и топором. Увидев трупы, Кастро подошел к ним и начал бить топором, после чего из внутреннего двора школы выбежали ученики, спешившие скрыться на улицу. Кастро пытался схватить кого-либо из них, но безуспешно. Впоследствии двое стрелков встретились, Монтерро убил своего напарника и покончил жизнь самоубийством.
Школа была заблокирована полицией, которая начала обыск, найдя арбалет, лук, стрелы, коктейли Молотова и сумку, в котором находилось фальшивое взрывное устройство.

## Нападавшие
Нападавшие 17-летний Гильерм Таучи Монтерро (род. 13 июля 2001) и 25-летний Луис Энрике де Кастро (род. 16 марта 1993), оба были бывшими учениками школы, дружили с детства. Монтерро проживал с бабушкой и дедушкой, так как мать злоупотребляла наркотиками и не могла воспитывать сына, бросил учёбу за год до стрельбы из-за частых издевательств со стороны сверстников.
Стрелки были вдохновлены массовым убийством в школе Колумбайн, и желали превзойти совершивших его Эрика Харриса и Дилана Клиболда. Согласно некоторым сведениям, на преступников повлиял бразильский имиджборд Dogolachan с крайней ультраправой тематикой, в котором превозносились идеи терроризма и насилия. По заявлении матери Монтерро, в школе над сыном часто издевались из-за его прыщей, что тоже могло сподвигнуть его к мести. Третий подозреваемый, Виктор Грилло де Оливера, который подозревается как скрытый сообщник нападавших, но не имеющий прямого отношения к инциденту, после задержания рассказал, что стрелки так-же собирались изнасиловать своих жертв. Возможно, к планированию бойни так-же повлиял фильм «Слон», в котором иллюстрируется стрельба в школе Колумбайн с последующим самоубийством стрелков.

## Жертвы
В ходе убийств погибло 10 человек: два школьных сотрудника, пять учеников, дядя Монтерро и оба нападавших. 23 человека были госпитализированы с различными ранениями.
Список погибших:
Ученики:
- Кайо Оливеира, 15
- Клейтон Антонио Рибейро, 17
- Дуглас Мурилло Селестино, 16
- Кайо Лукас да Коста Лимейра, 15
- Самуэль Мелькиадес Сильва де Оливейра, 16

Школьный персонал:
- Марилена Феррейра Вейра Умезу, 59
- Элиана Реджина де Оливейра Хавиер, 38

Родственник одного из стрелков:
- Джордж Антонио Мораэс, 51, дядя Гильерма Монтерро[1]

Нападавшие:
- Гильерм Таучи Монтерро, 17
- Луис Энрике де Кастро, 25